# Thomas Phillips (portretschilder)
Thomas Phillips (Dudley, 18 oktober 1770 - Londen, 20 april 1845) was een Engels portretschilder en schilder van genrestukken. 
Na zijn studies in glasschilderen te Birmingham bezocht hij in 1790 Londen. Hij had een introductiebrief voor Benjamin West bij zich, die hem werk bezorgde als glasschilder voor de vensters van de Sint George Kapel te Windsor. In 1792  schilderde Phillips een zicht op het kasteel van Windsor en in de volgende twee jaren exposeerde hij "De dood van Talbot, graaf van Shrewbury in de slag van Castillon",  "Ruth en Naomi" "Elijah brengt de zoon van de weduwe terug", "Cupido ontwapend door Euphrosyne" en andere werken. Na 1796 beperkte hij zich echter tot portretschilderen. Niet lang daarna werd hij de favoriete schilder van heel wat geniale en getalenteerde mensen ondanks de rivaliteit van John Hoppner, Owen, Jackson en Sir Thomas Lawrence. Hij portretteerde zo heel wat beruchte persoonlijkheden van zijn tijd. In 1804 werd hij verkozen tot lager lid ("associate") van de Royal Academy en later, in 1808, als volwaardig lid ("member"). In 1824 volgde Phillips Henry Fuseli op als hoogleraar in schilderen aan de Koninklijke Academie, een post die hij tot 1832 bezette. In deze periode  gaf hij tien lezingen die het jaar daarop werden gepubliceerd: "Lectures on the History and Principles of Painting". Hij stierf op 20 april 1845.

## Galerij

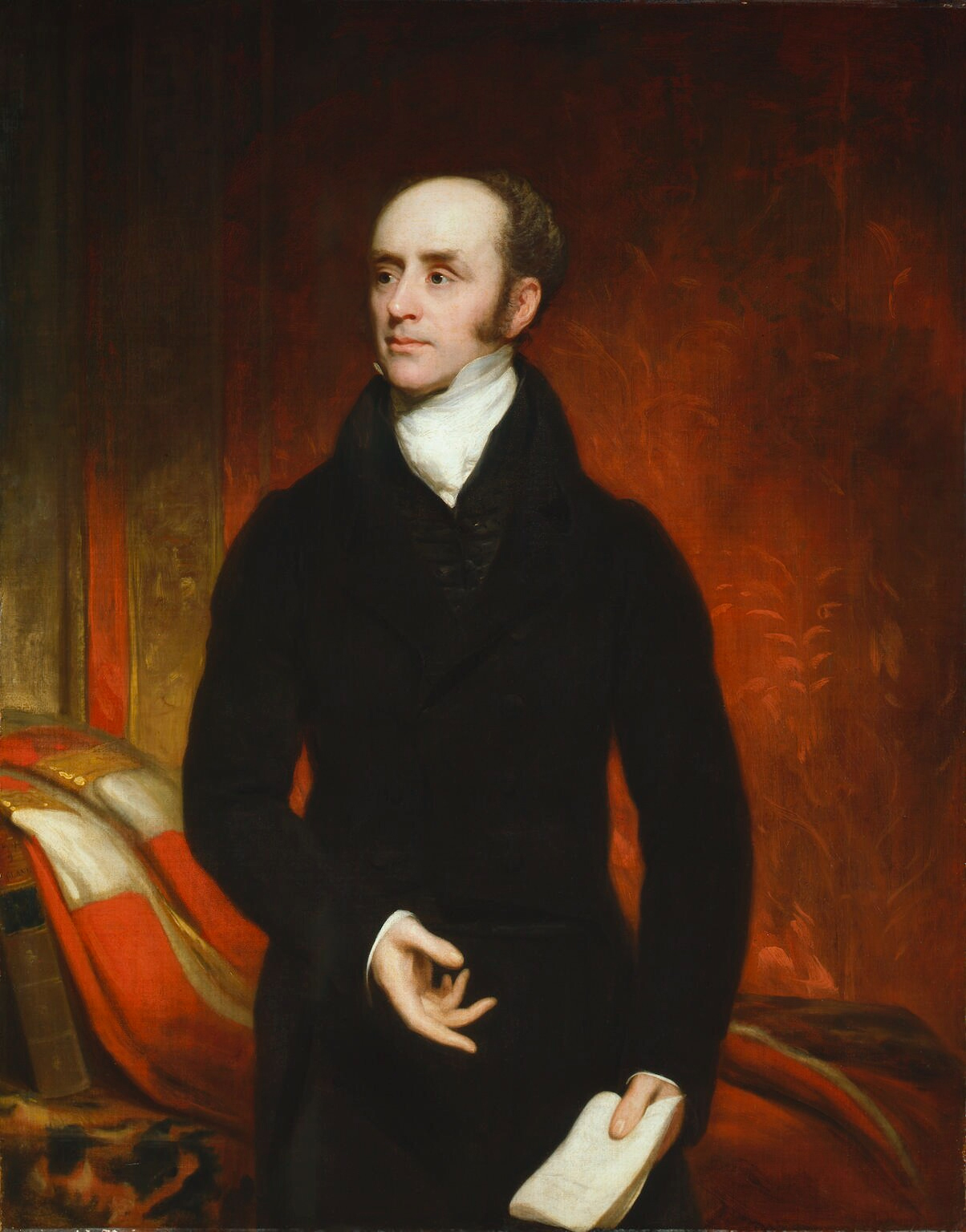
Charles Grey (ca. 1820), National Portrait Gallery
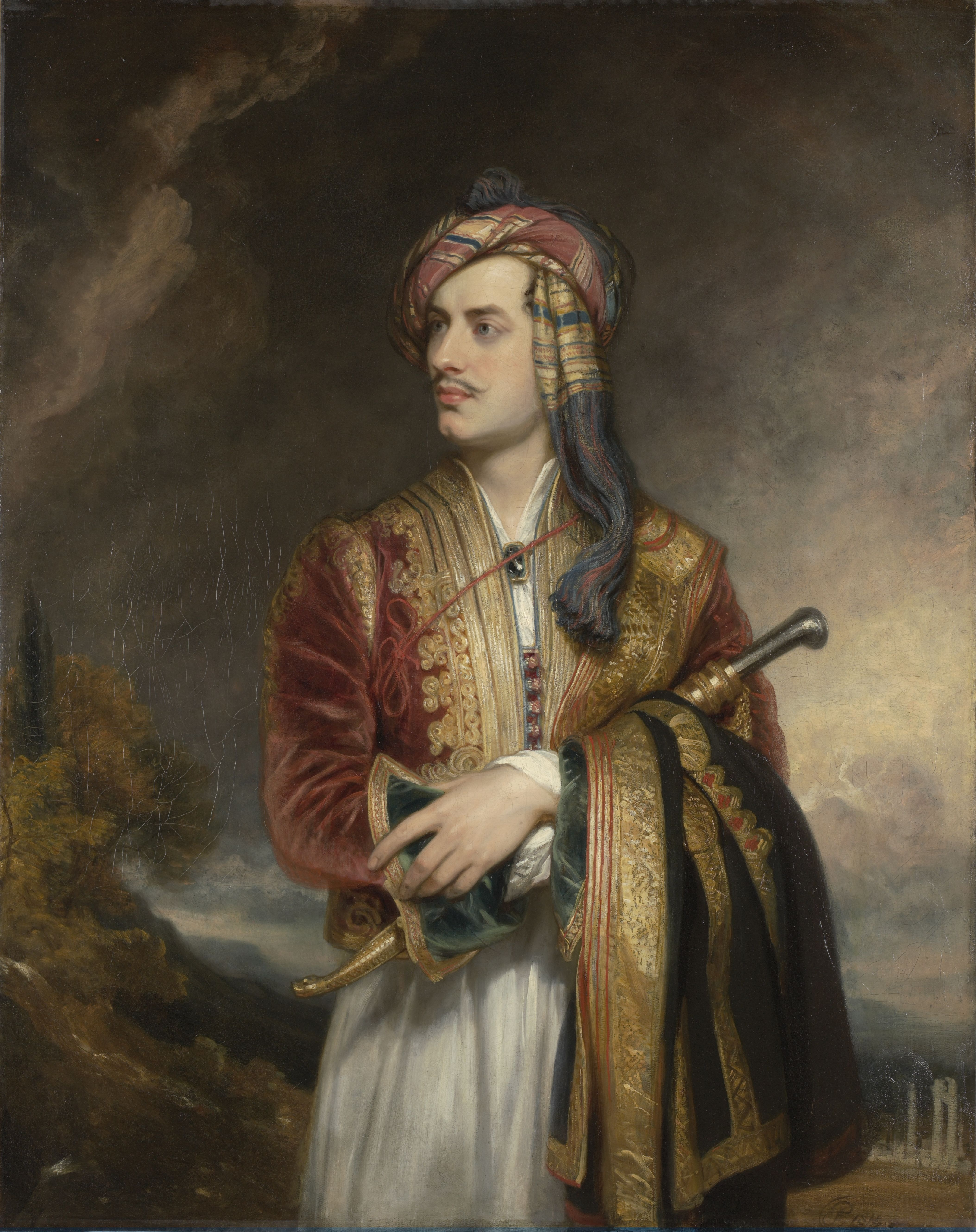
Lord Byron (1835 gemaakt op basis van een schets uit 1813), Government Art Collection
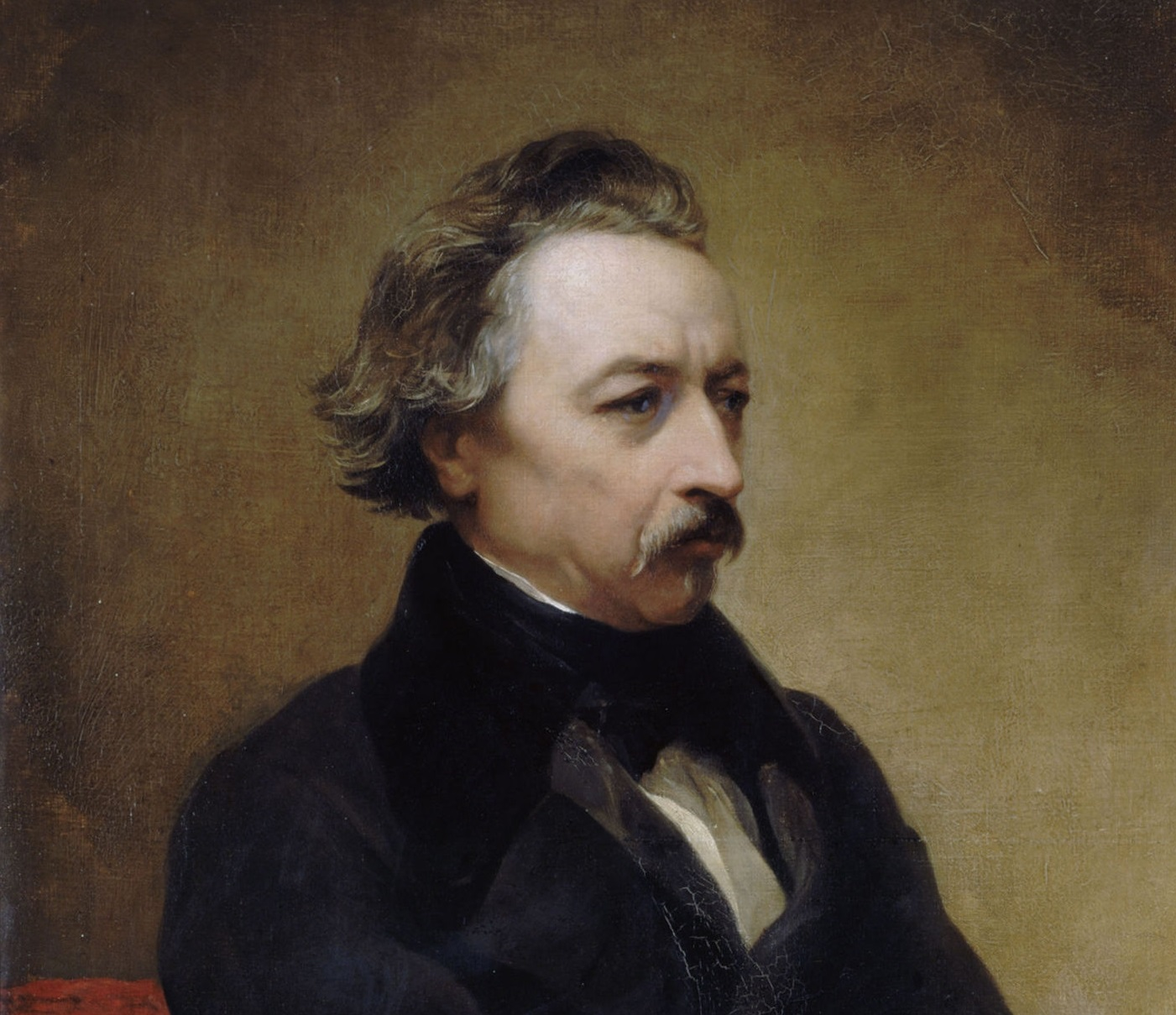
Ary Scheffer (ca. 1845), Dordrechts Museum
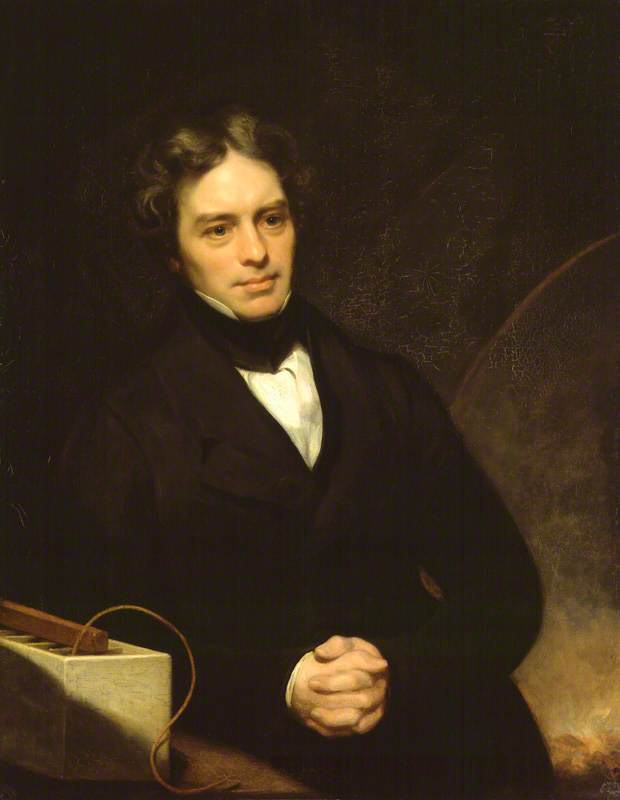
Michael Faraday National Portrait Gallery

- Auckland Art Gallery Toi o Tāmaki: 1965
- Bibliothèque nationale de France: cb14968566r (data)
- Stuttgart Database of Scientific Illustrators 1450–1950: 9972
- Gemeinsame Normdatei: 124427987
- International Standard Name Identifier: 0000 0000 6662 5688
- Library of Congress Control Number: nr2001043714
- Nationale Bibliotheek van Tsjechië: mzk2003202354
- Nationale bibliotheek van Australië: 35890505
- Nationale Bibliotheek van Israël: 987007293285705171
- RKD-Nederlands Instituut voor Kunstgeschiedenis: 63208
- SNAC: w6xp80hv
- Museum of New Zealand Te Papa Tongarewa: 5848
- Trove: 1133596
- Union List of Artist Names: 500020549
- Virtual International Authority File: 49496491
- WorldCat: E39PBJmDjpV8YJg6mJRKpB6R8C